# Лисинац, Сречко
Сречко Лисинац (серб. Срећко Лисинац; 17 мая 1992, Кралево) — сербский волейболист. Центральный блокирующий итальянского клуба «Проект Варшава», игрок сборной Сербии. Призёр чемпионата Европы и Мировой лиги.

## Карьера
Лисинац родился в сербском городе Кралево, там же начал карьеру в местном клубе «Рыбница», за который отыграл 4 сезона, после чего переехал в Польшу, подписав контракт с клубом «АЗС» из Ченстохова. 
В 2013 году в составе «Берлин Рециклинг» стал победителем первенства Германии. После этого вернулся в польское первенство, но уже в состав «Скры» из Белхатува. В 2014 году выиграл польский суперкубок, в 2016 — кубок страны, а также становился серебряным и дважды бронзовым призёром национального чемпионата. С 2018 года играет за итальянский  «Трентино».
В сборной Сербии дебютировал в 2012 году. Год спустя стал бронзовым призёром чемпионата Европы и выиграл приз лучшему блокирующему турнира. В 2015 году стал вице-чемпионом Мировой лиги и попал в символическую сборную турнира вместе с американцем Максвеллом Холтом.
В следующем году сборная Сербии не смогла отобраться на Олимпийские игры, но выиграла Мировую лигу. Лисинац второй год подряд попал в символическую сборную вместе с центральным блокирующим сборной Бразилии Маурисио.
На чемпионате Европы в Польше сборная Сербии завоевала бронзовые награды, уступив на тай-брейке в полуфинале Германии. Сречко стал самым результативным центральным блокирующим на турнире и вновь вошел в символическую сборную.